# کازیم
کازیم (به لاتین: Kazym) یک رود در روسیه است که در ناحیه خودگردان خانتی-مانسی واقع شده‌است.